# Kingersheim
Kingersheim är en kommun i departementet Haut-Rhin i regionen Grand Est (tidigare regionen Alsace) i nordöstra Frankrike. Kommunen ligger i kantonen Wittenheim som tillhör arrondissementet Mulhouse. År 2022 hade Kingersheim 13 265 invånare.

## Befolkningsutveckling
Antalet invånare i kommunen Kingersheim
| Referens: INSEE |